# Choi Jin-hyuk
Choi Jin-hyuk (nascido Kim Tae-ho em 9 de fevereiro de 1986) é um ator e cantor sul-coreano. É mais conhecido por seus papéis nas séries de televisão Gu Family Book, The Heirs e Eunggeubnamnyeo.

## Carreira
Kim Tae-ho se lançou na carreira de ator depois que ganhou o grande prêmio no show de talentos da KBS Survival Star Audition em 2006. Em 2010 ele começou a usar o nome artístico Choi Jin-hyuk antes da exibição do drama familiar It's Okay, Daddy's Girl, em que ele estava no elenco em seu primeiro papel principal. Ele também estrelou as comédias românticas I Need Romance (2011), e Ms Panda and Mr Hedgehog (2012).
Sua popularidade aumentou em 2013 depois de uma aparição bem-recebido na série de época Gu Family Book. Choi então desempenho papéis importantes em dois projetos de alto perfil: Kim Won em The Heirs e no filme de ação The Divine Move. Seu colega de elenco em The Divine Move, Jung Woo-sung também o dirigiu no curta-metragem Beginning of a Dream.
Em 2014, ele protagonizou a comédia romântica Eunggeubnamnyeo. No final de 2014 ele fez fated to love you.

## Vida pessoal
Choi começou a namorar a atriz Son Eun-seo depois de se conhecerem no set de My Daughter the Flower em 2011. O casal se separou em 2013.

## Filmografia

### Séries
| Ano       | Título                                  | Papel                | Notas        |  |
| --------- | --------------------------------------- | -------------------- | ------------ |  |
| 2006-2007 | Just Run!                               | Lee Hyuk-jin         |              |  |
| 2007      | Drama City "이웃의 한 젊은이를 위하여"  | Kim Byung-young      |              |  |
| 2007-2008 | Belle                                   | Oh Jae-hyuk          |              |  |
| 2008      | Hometown Legends "Nine-tailed Fox"      | Hyo-moon             |              |  |
| 2008-2009 | My Precious Child                       | Ha Dong-woo          |              |  |
| 2009      | Hometown Legends "Come with Me to Hell" | Lee Rang             |              |  |
| 2010      | Pasta                                   | Sunwoo Deok          |              |  |
| 2010-2011 | It's Okay, Daddy's Girl                 | Choi Hyuk-ki         |              |  |
| 2011      | I Need Romance                          | Bae Sung-hyun        |              |  |
| 2011-2012 | My Daughter the Flower                  | Gu Sang-hyuk         |              |  |
| 2012      | Ms Panda and Mr Hedgehog                | Choi Won-il          |              |  |
| 2013      | Gu Family Book                          | Gu Wol-ryung         |              |  |
| 2013      | The Heirs                               | Kim Won              |              |  |
| 2014      | Eunggeubnamnyeo                         | Oh Chang-min         | Protaginista |  |
| 2014      | Flower Grandpa Investigation Unit       | Lee Soon-jae (jovem) | Participação |  |
| 2014      | Fated To Love You                       | Daniel Pitt          |              |  |
| 2014      | Pride and Prejudice                     | Koo Dong-Chi         |              |  |
| 2015      | Oh My Venus                             | Min Byung Wook       |              |  |
| 2016-2017 | Tunnel                                  | Park Kwang Ho        | Protagonista |  |
| 2018      | Devilish Charm                          | Gong Ma-Sung         | Protagonista |  |
| 2020      | Rugal                                   | Kang Gi-beom         | Protagonista |  |

### Filmes
| Ano  | Título                             | Papel      | Notas          |
| ---- | ---------------------------------- | ---------- | -------------- |
| 2012 | Tone-deaf Clinic aka Love Clinique | Min-soo    |                |
| 2013 | Beginning of a Dream               | Kim Jun-su | Curta metragem |
| 2014 | The Divine Move                    | Sun-soo    |                |

### Shows de variedade
| Ano  | Título                            | Notas             |
| ---- | --------------------------------- | ----------------- |
| 2006 | Survival Star Audition            | Contestante       |
| 2010 | 스타 포토그래퍼 탄생기 - 열혈포스 | Elenco regular    |
| 2013 | Running Man                       | Convidado, ep 166 |

## Discografia
| Ano  | Canção               | Álbum                        | Duração | Artista |
| ---- | -------------------- | ---------------------------- | ------- | ------- |
| 2011 | "Enough to Die"      | It's Okay, Daddy's Girl OST  | 3:47    | Solo    |
| 2012 | "Inverted Love"      | Ms Panda and Mr Hedgehog OST | 4:18    | Solo    |
| 2013 | "Best Wishes to You" | Gu Family Book OST           | 3:35    | Solo    |
| 2013 | "Don't Look Back"    | The Heirs OST                | 4:07    | Solo    |
| 2014 | "Scent of a Flower"  | Emergency Couple OST         | 3:44    | Solo    |

## Prêmios e indicações
| Ano  | Prêmio                     | Categoria                | Trabalho nomeado | Resulto  |
| ---- | -------------------------- | ------------------------ | ---------------- | -------- |
| 2006 | KBS Survival Star Audition | Grand Prize (Daesang)    |                  | Venceu   |
| 2013 | 6th Style Icon Awards      | Prêmio de Melhor K-Style |                  | Venceu   |
| 2013 | APAN Star Awards           | Melhor Novo Ator         | Gu Family Book   | Venceu   |
| 2013 | MBC Drama Awards           | Melhor Novo Ator         | Gu Family Book   | Indicado |
| 2013 | SBS Drama Awards           | New Star Award           | The Heirs        | Venceu   |